# Pirenga
Die Pirenga (russisch Пиренга) ist ein Fluss in der Oblast Murmansk in Russland.
Ursprünglich hatte der Fluss eine Länge von 8,5 km und entwässerte den See Unterer Pirenga (Нижняя Пиренга). Durch Errichtung eines Sperrbauwerks bei Flusskilometer 3,4 wurde der Fluss entsprechend gekürzt. Heute bildet die Pirenga den 3,4 km langen Abfluss des Pirengskoje-Stausees zum östlich gelegenen Imandra-See. Die Pirenga entwässert ein Einzugsgebiet mit einer Fläche von 4260 km².
Die gleichnamige Siedlung Pirenga liegt südlich des Flusses. Die Fernstraße M18 kreuzt die Pirenga nahe ihrer Mündung.